# Emina Ilhamy
Emina Ilhamy ou Amina al-Hamy (en turc : Emine Necibe İlhami, née le 24 mai 1858, morte le 19 juin 1931 est une princesse ottomane devenue princesse égyptienne, membre de la dynastie de Méhémet Ali. Elle est la première khediva de 1873 à 1892, en tant qu'épouse du khédive Tewfik Pacha. Elle est également la mère de Abbas II Hilmi,  khédive de 1892 à 1914.

## Biographie

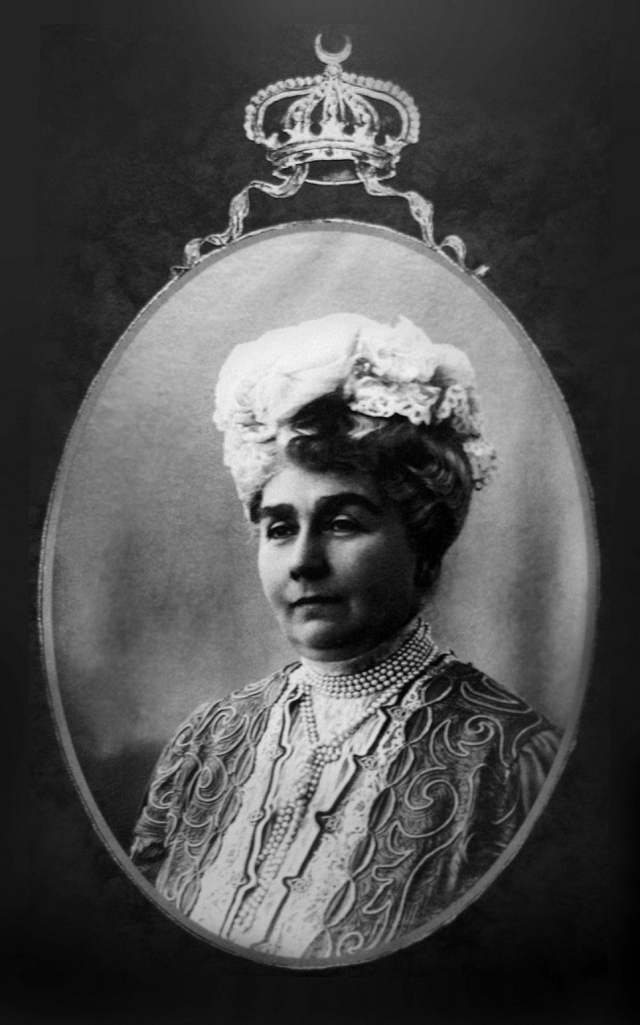
Emina Ilhamy âgée.

La princesse Emina Ilhamy Hanım est née le 24 mai 1858 à Constantinople. Elle est la fille aînée du Lieutenant-Général Prince Ibrahim Ilhami et de Münire Sultan (fille de Abdulmecid Ier). Elle a grandi avec Nazrin Kafin Effendi. Elle est aussi la petite-fille de Abbas Ier Hilmi. (gouverneur d'Egypte et du Soudan, au sein de l'Empire Ottoman, de 1848 à 1854). Elle a un frère et deux sœurs. Le 16 janvier 1873, elle épouse, à 14 ans, le cousin de son père,  Tewfik Pacha. Elle est la première épouse à porter le titre de khédiva à partir du 19 janvier 1873. 
En possession d'une grande fortune personnelle, la princesse Emina en a donné une grande partie aux établissements de bienfaisance, et a été surnommé "Umm al-Muhsinin" (Mère de la Charité). Une des écoles de filles qu'elle a fondée, de style baroque, se trouve à proximité de la mosquée Ibn Touloun. Elle est aujourd'hui connue sous le nom d'Umm Abbas, "Mère d'Abbas". 
À la mort de son mari, le Khédive Tawfiq Pacha, le 7 janvier 1892, son fils, Abbas II Hilmi, tout en fréquentant le collège de Vienne, monte sur le trône avec l'aide de sa mère. Il a 17 ans. Emina Ilhamy agit en tant que mentor politique pour son fils. Ceclui-ci est déposé en 1914 à la suite de la mise en place d'un protectorat britannique sur l'Égypte.
Elle meurt en exil, le 19 juin 1931 à Bebek, sur le Bosphore, à Istanbul, et est enterrée dans le mausolée des Khédives Tawfik, au Caire.

## Descendance
Avec Tewfik elle a eu cinq enfants :
- Abbas II Hilmi, khédive d'Égypte ;
- Mohammed Ali Tewfik (Kubba Palais, le Caire, le 9 novembre 1875 – Lausanne, Suisse, le 18 Mars 1955, et enterré dans le Mausolée des Khédive Tawfik, Kait Bey, le Caire) ;
- La princesse Nazli Hanim (11 avril 1877 – le Caire, c. 1879) ;
- La princesse Fakhr de l'onu-nisâ Khadija Hanim (le Caire, 21 Mai 1880 – Helwan, le 22 février 1951 ;
- La princesse Nimatullah Hanim (le Caire, 23 octobre 1882 – Nice, France, c. en 1965, enterrée au cimetière de Caucade).

## Titres et prédicats
- Du 24 mai 1858 au 19 janvier 1873 : Son altesse la princesse Hanımsultan
- Du 19 janvier 1873 au 7 janvier 1892 : Son altesse Khediva Effendimiz
- Du 8 janvier 1892 au 19 décembre 1914 : Son altesse Valida Pacha